# Astragalus eigii
Astragalus eigii es una especie de planta del género Astragalus, de la familia de las leguminosas, orden Fabales.

## Distribución
Astragalus eigii se distribuye por Afganistán (Ghazni) y Pakistán.

## Taxonomía
Fue descrita científicamente por C. Agerer-Kirchhoff. Fue publicado en Boissiera 25: 96 (1976).